# Asia-Pacific Network Information Centre
Asia-Pacific Network Information Center (APNIC) (рус. Азиатско-Тихоокеанский сетевой информационный центр) — один из пяти региональных интернет-регистраторов (Regional Internet Registries, RIRs), выполняющих распределение интернет-ресурсов, а также связанную с этим регистрацию и координацию деятельности, направленную на глобальную поддержку функционирования Интернета.
APNIC является австралийской некоммерческой организацией, созданной для административного управления сетью Интернет и регистрации (выделения) IP-адресов в Азиатско-Тихоокеанском регионе.
В 2011 году первым среди RIR исчерпал доступную для общей регистрации адресацию в пространстве адресов протокола IPv4 и запустил процедуру IPv4:Run Out Fairly.